# Paul Stoll
Paul Michael Stoll (Lansing, 14 dicembre 1985) è un cestista statunitense con cittadinanza messicana.

## Carriera
Con il Messico ha disputato i Campionati mondiali del 2014 e tre edizioni dei Campionati americani (2013, 2015, 2022).

## Palmarès
- Campionato israeliano: 1

Maccabi Haifa: 2012-13
- Campionato messicano: 1

Fuerza Regia: 2021